# Cẩm Nhượng
Cẩm Nhượng là một xã thuộc huyện Cẩm Xuyên, tỉnh Hà Tĩnh, Việt Nam.

## Địa lý
Xã Cẩm Nhượng có diện tích 3,01 km², dân số năm 2022 là 11.809 người, mật độ dân số đạt 3.923 người/km².

## Hành chính
Xã Cẩm Nhượng có 17 thôn.

## Lịch sử
Xã Cẩm Nhượng trước đây có tên là Nhượng Bạn.
Nhượng Bạn xưa thuộc Kỳ La (Hà Hoa), miền đất cuối của Đại Việt. Làng có lịch sử hơn 600 năm. Cửa Nhượng, từ trước đã có một vị trí quân sự quan trọng trong những cuộc viễn chinh của thủy quân nhà Trần.
Sau năm 1945, chia lại các xã, vùng đất Nhượng Bạn cũ đổi tên thành xã Cẩm Nhượng thuộc huyện Cẩm Xuyên.
Ngày 15 tháng 7 năm 2017, HĐND tỉnh Hà Tĩnh ban hành Nghị quyết số 60/NQ-HĐND về việc:
- Sáp nhập thôn Lâm Hoàn vào thôn Xuân Bắc.
- Sáp nhập một phần của thôn Xuân Bắc vào thôn Xuân Nam.
- Sáp nhập một phần của thôn Trung Hải vào thôn Hải Bắc.
- Thành lập thôn Hải Nam trên cơ sở thôn Nam Hải và phần còn lại thôn Trung Hải.

## Văn hóa
- Nhà thờ Giáo xứ Nhượng Bạn.
- Đền thờ bà Hoàng Càn.
- Đền Cả.
- Chùa Yên Lạc một di tích lịch sử được công nhận di tích lịch sử quốc gia năm 2008.